# Paradoxurus
A Paradoxurus vagy a valódi pálmasodrók az emlősök (Mammalia) osztályába, a ragadozók (Carnivora) rendjébe, a macskaalkatúak (Feliformia) alrendjébe és a cibetmacskafélék (Viverridae) családjába tartozó pálmasodróformák (Paradoxurinae) alcsaládjába tartozó nem.

## Jellemzőik
A Paradoxurus-fajoknak széles fejük és keskeny pofájuk van nagy orral, amely középen mélyen barázdált. Nagy füleik hegye lekerekített, belső széleik és tasakjaik jól fejlettek. Fejük és testük együtt 43-71 centiméter, a farok majdnem vagy néha egészen ennyire hosszú, és körülbelül hatszor hosszabb a hátsó lábnál. Tömegük 1,5 és 4,5 kilogramm között változik. A közönséges pálmasodró (P. hermaphroditus) szőrzete szürke és feketével mintázott, a többi faj egységes sárgás vagy barnás színezetű.

## Élőhelyük, életmódjuk
A Paradoxurus-fajok élőhelyei az erdők, leginkább a trópusi esőerdők. Tisztán éjszakai életmódúak, és általában a fákon tartózkodnak. A napot ágakon és üreges törzsekben alusszák végig. A párzási időszak kivételével magányosan élnek. Mindenevők, kis gerincesekkel, rovarokkal, gyümölcsökkel és magvakkal táplálkoznak. A szaporodásuk kevésbé ismert. Körülbelül 60 napos vemhesség után a nőstény két-öt kölyköt hoz a világra, amelyek körülbelül egy év múlva válnak ivaréretté.

## Viszonyuk az emberrel
A Paradoxurus-fajok bizonyos mértékben kultúrakövetők, gyakran keresik az emberek közelségét, és megtelepednek az épületekben. A közönséges pálmasodró a Kopi Luwak kávé eredetében betöltött szerepéről is ismert, és számos szigeten való elterjedése valószínűleg az emberi betelepítésnek köszönhető. A ceyloni pálmasodró ehhez a fajhoz hasonlóan bizalmas, a Jerdon-pálmasodróról viszont azt mondják, hogy nagyon félénk és kerüli az ember közelségét.
Sok délkelet-ázsiai erdőlakóhoz hasonlóan a Paradoxurus-fajokra is az erdők kiirtása a fő fenyegetés. A Természetvédelmi Világszövetség (IUCN) három fajukat nem fenyegetettként sorol be.

## Rendszertanuk
A nemet Frédéric Cuvier nevezte el és írta le először 1822-ben; jelenleg az alábbi 5 fajt sorolják ide:
- közönséges pálmasodró (Paradoxurus hermaphroditus)
- Jerdon-pálmasodró (Paradoxurus jerdoni) vagy barna pálmasodró
- szumátrai pálmasodró (Paradoxurus musangus)
- fülöp-szigeteki pálmasodró (Paradoxurus philippinensis)
- ceyloni pálmasodró (Paradoxurus zeylonensis) vagy arany pálmasodró

2009-ben javasolták, hogy a nem a P. aureus, a P. montanus és a P. stenocephalus fajokat is tartalmazza, amelyek Srí Lankán endemikusak. Egy későbbi tanulmány azonban nagyon alacsony genetikai diverzitást és földrajzi szerkezet hiányát találta a ceyloni pálmasodróban, és nem támogatta a javasolt szétválasztást. A morfológiai adatok összehasonlítása alapján a "P. hermaphroditus" három nagy kládra oszlik, amelyeket külön fajokként kell elismerni: az egyik az indiai szubkontinensen és Délkelet-Ázsiában (P. hermaphroditus sensu stricto), a második Szumátrán, Jáván és más kis szigeteken (szumátrai pálmasodró, P. musangus), a harmadik a Fülöp- és a Mentawai-szigeteken (fülöp-szigeteki pálmasodró, P. philippinensis) található, noha a genetikai adatok nem támogatják a faji szintű elkülönítést. Ez utóbbi két fajt két alfajra osztják, a közönséges pálmasodrónak kettő vagy három alfajt határoztak meg.

## Képek

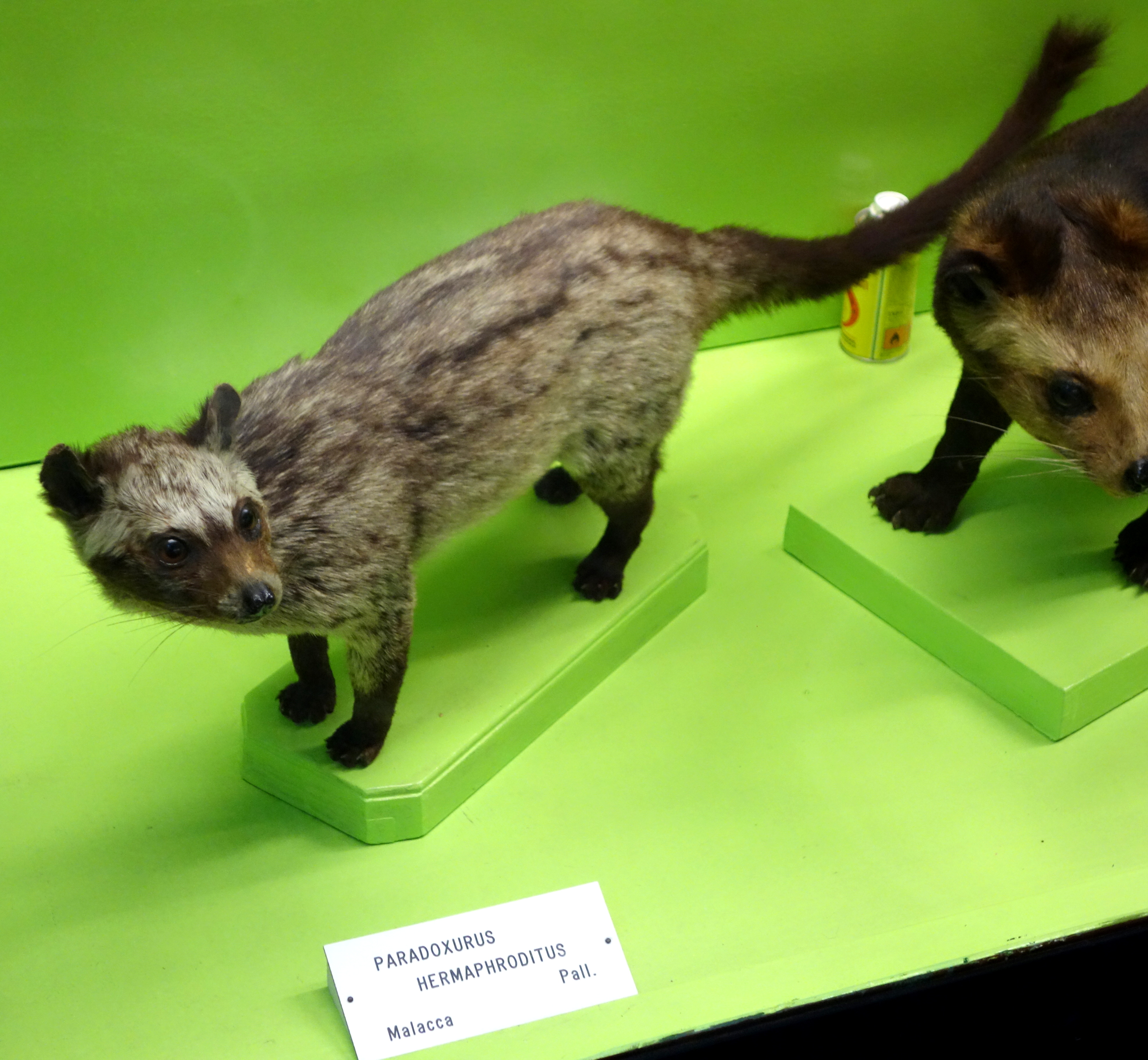
Kitömött közönséges pálmasodró (P.hermaphroditus)
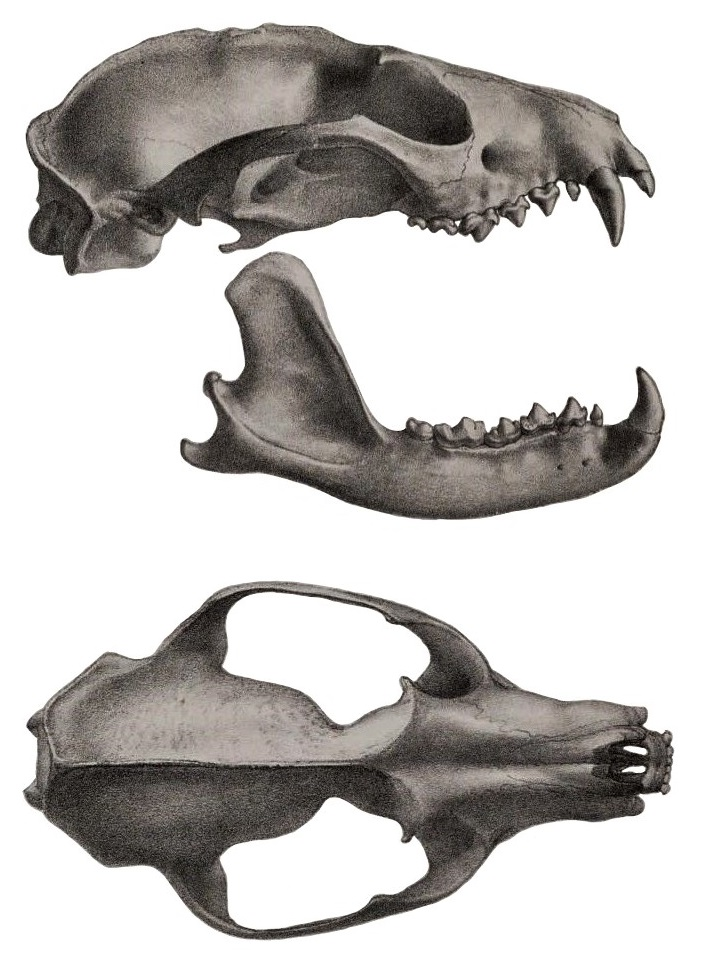
A közönséges pálmasodró koponyájának ábrázolása
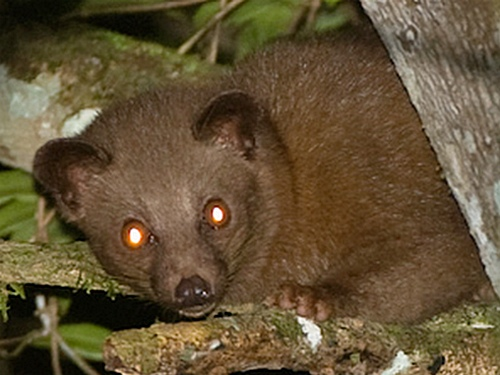
Ceyloni pálmasodró (P.zeylonensis)
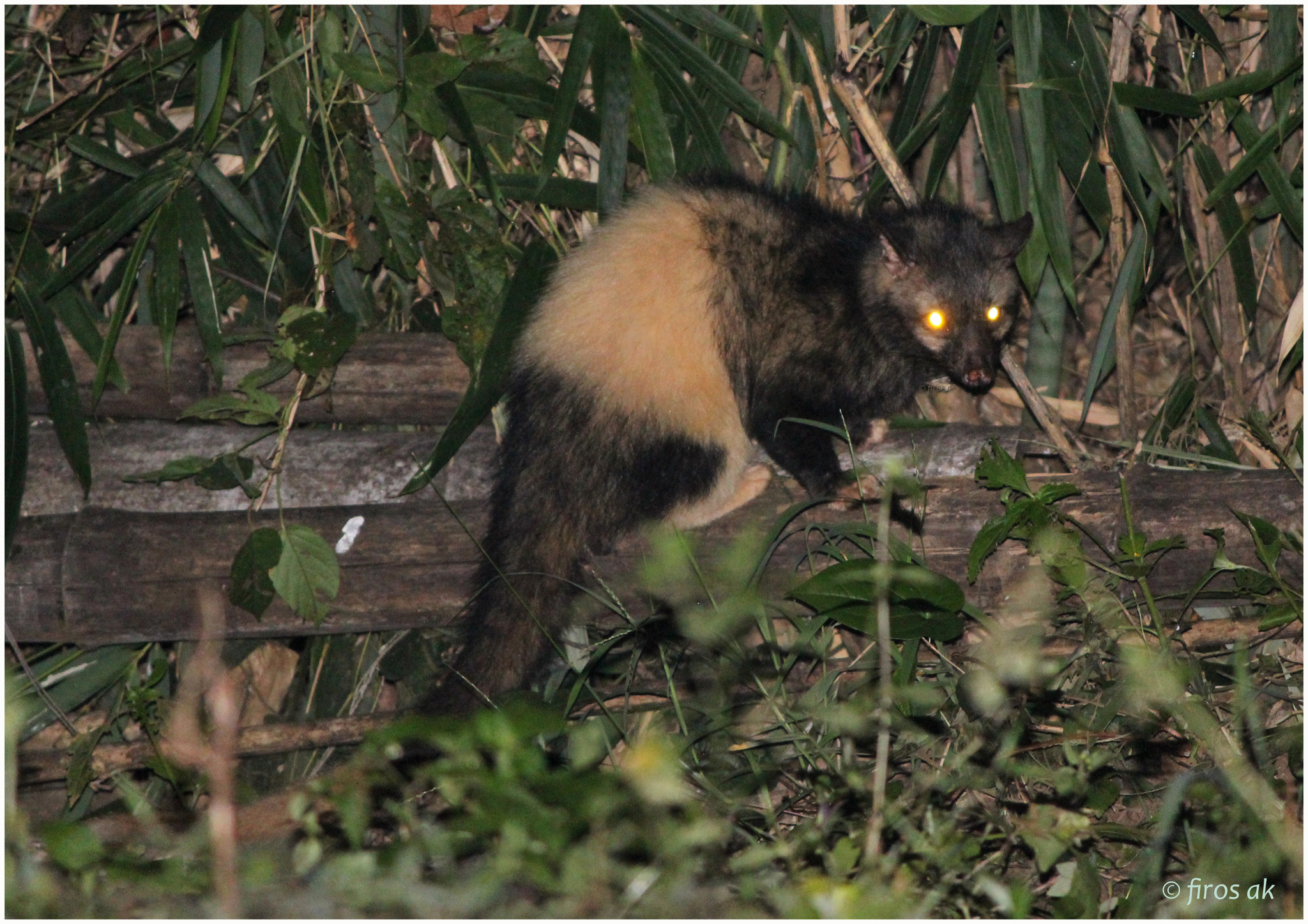
Részlegesen világos színű közönséges pálmasodró
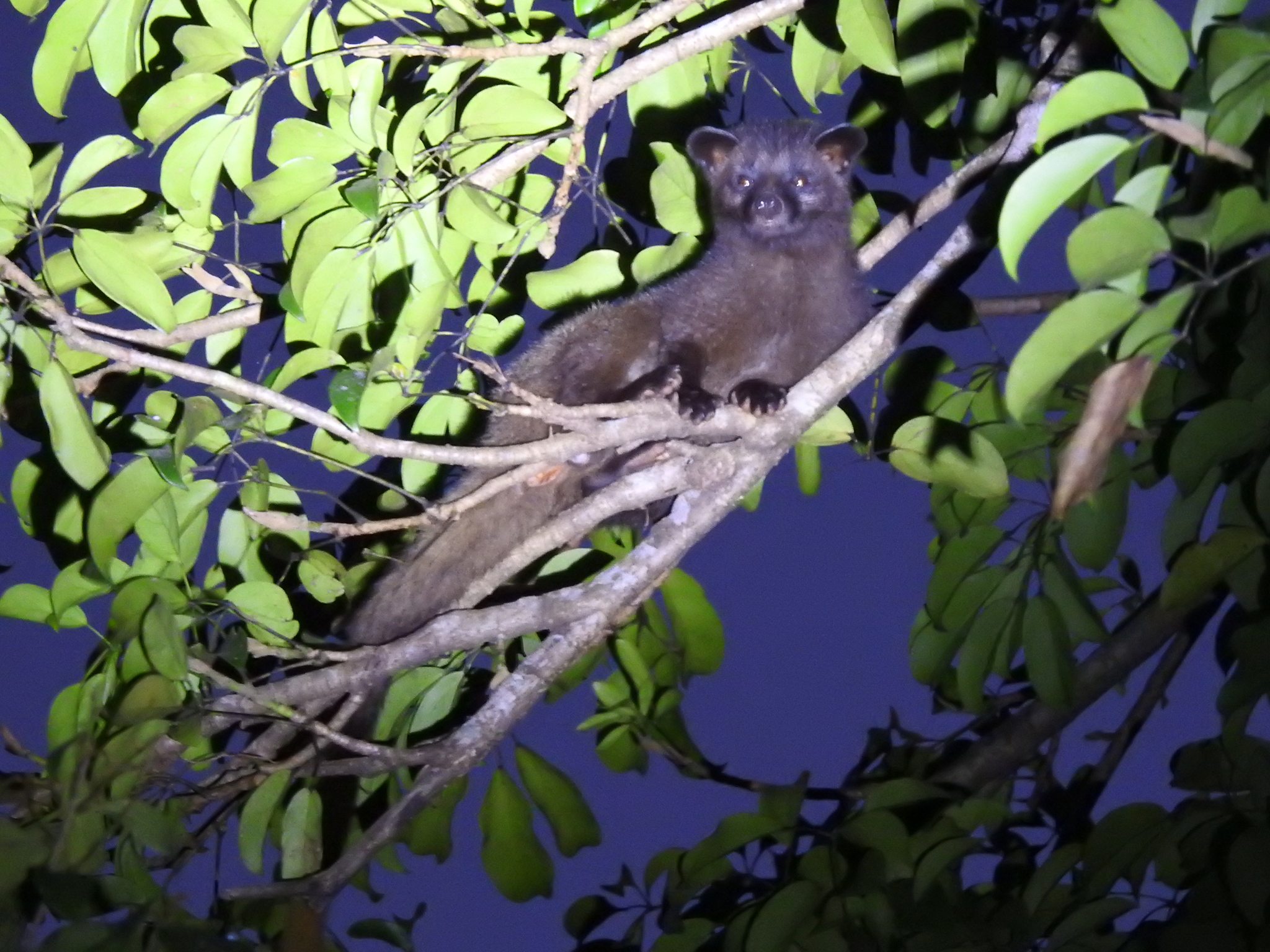
Jerdon-pálmasodró (P. jerdoni)
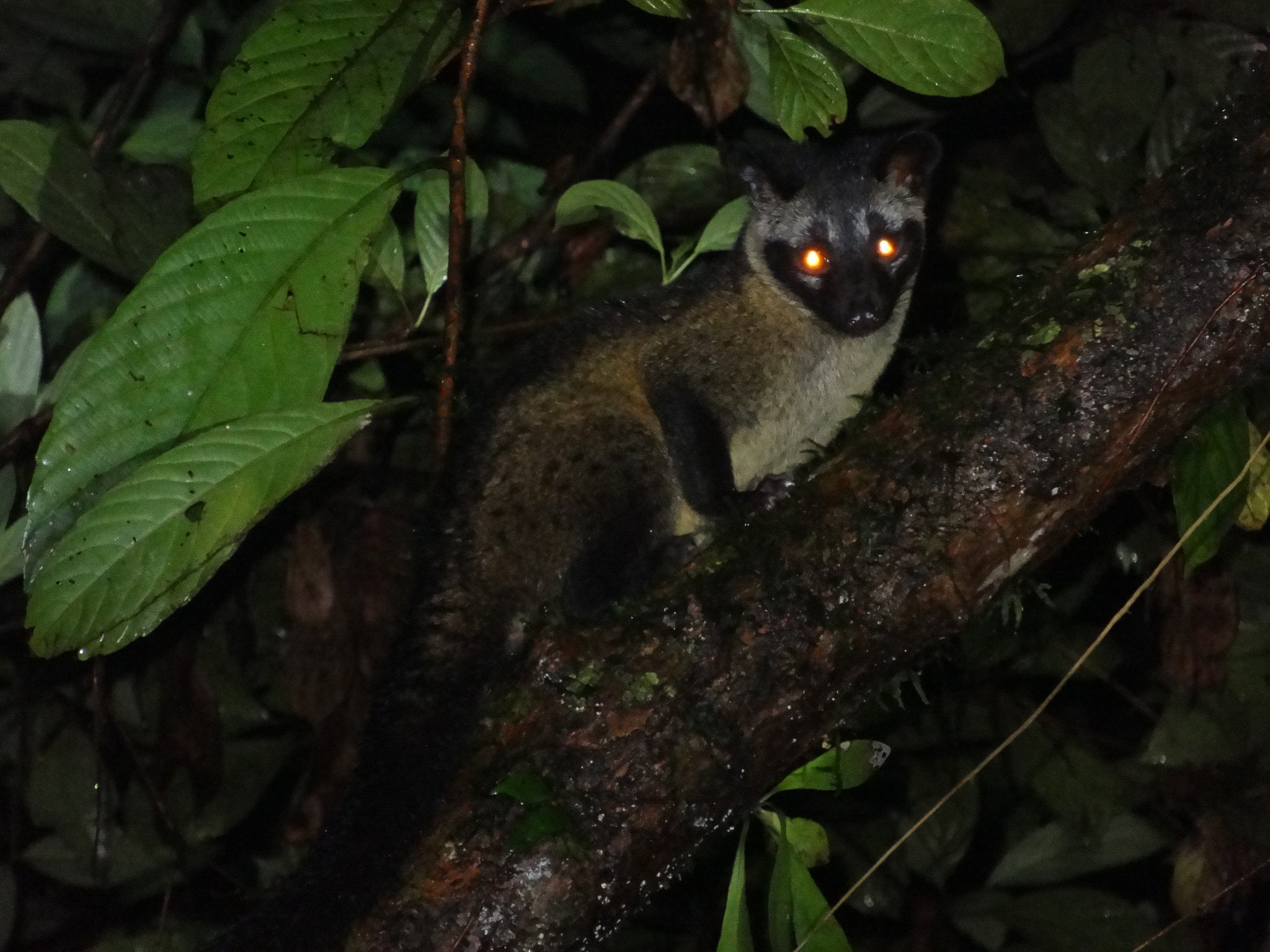
Fülöp-szigeteki pálmasodró (P. philippinensis)
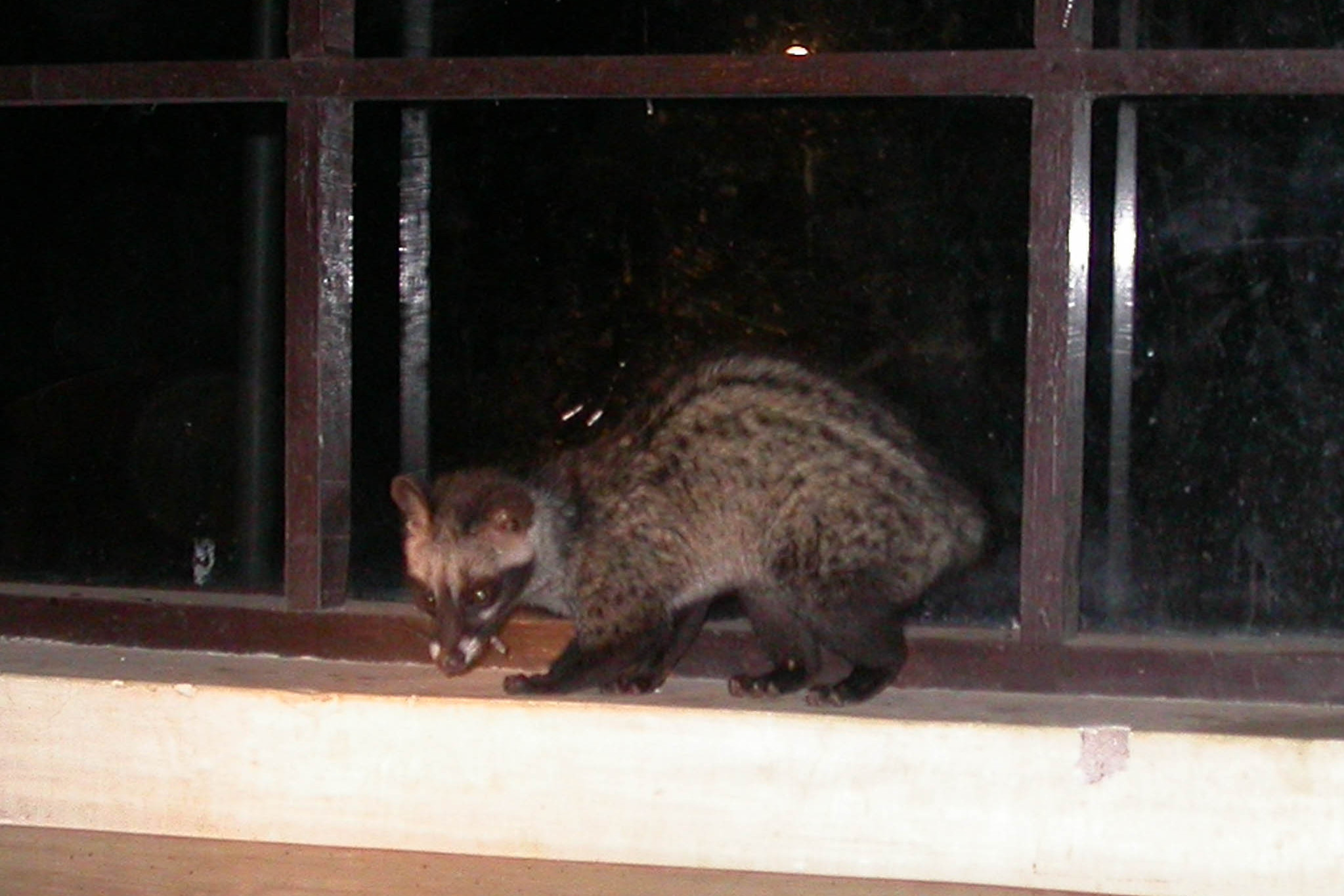
Szumátrai pálmasodró (P. musangus)

## Fordítás
Ez a szócikk részben vagy egészben  a   Paradoxurus című angol Wikipédia-szócikk ezen változatának fordításán alapul.  Az eredeti cikk szerkesztőit annak laptörténete sorolja fel. Ez a jelzés csupán a megfogalmazás eredetét és a szerzői jogokat jelzi, nem szolgál a cikkben szereplő információk forrásmegjelöléseként.
Ez a szócikk részben vagy egészben  a   Musangs című német Wikipédia-szócikk ezen változatának fordításán alapul.  Az eredeti cikk szerkesztőit annak laptörténete sorolja fel. Ez a jelzés csupán a megfogalmazás eredetét és a szerzői jogokat jelzi, nem szolgál a cikkben szereplő információk forrásmegjelöléseként.